# カレン・ロバート
カレン・ロバート（CULLEN Robert、1985年6月7日 - ）は、茨城県土浦市出身のサッカー選手。ポジションはフォワード、ミッドフィールダー。房総ローヴァーズ木更津FCで選手としてプレーする傍ら、房総ローヴァーズ木更津FCを運営するローヴァーズ株式会社の代表取締役を務める。
Kリーグ時代の登録名はボビー（ハングル: 보비）。

## 人物
父親がアイルランド人で母親が日本人。二重国籍者だったが、日本国籍を選択。兄弟は兄と姉（共に英国籍で英国在住）。このような経歴から、オランダではEU圏内選手と同等の権利を有するほか、イギリスの永住権も保有しているため同国での就労ビザが不要（通常日本国籍の選手に課せられるA代表歴などの条件が不問とされる）。
選手としてはスピードと豊富な運動量でボールを追い回し続ける泥臭さが信条で、少年時代から運動量が豊富だったため昔は守備的な位置でプレーすることが多かったという。年齢別代表ではU20代表に召集され、「この世代はFWが豊作」と言わるほど平山相太とともに看板選手として注目される。ワールドユースでは全4試合に出場（初戦のオランダ戦のみワントップの戦術のため途中出場で、他はスタメン）。グループリーグを突破するも決勝トーナメント1回戦ではシュートが2度ゴールポスト直撃になるなどノーゴールに終わり敗退。2008年北京オリンピックを目指すU22代表にもチーム発足時から招集されるが、無得点が続くと岡崎慎司/李忠成/豊田陽平など後から追加招集されたFW陣に次々と序列で先を越され予選の出番はなく、本大会でもメンバーから外れた。

## 経歴

### プロ入り前
つくば市立竹園西小学校時代は柏レイソルの小学生（ジュニア）チームでプレーし、全日本少年サッカー大会の優勝経験を持っている。当時は中盤のセンターでプレーしており、その後市立船橋高校へ進学し高円宮杯でMVPとなる根本茂洋ともプレーしている。つくば市立竹園東中学校ではバスケットボール部に所属していたが、柏のジュニアユースにも所属しポジションは中盤右サイドに移していた。
高校では柏のユースに昇格する選択肢もあったが、船橋市立船橋高等学校に進学しサッカー部に所属する。当時層の薄かったFWでレギュラーを獲得し、エリート集団の中で身体能力だけでなく精確な技術と連携力を兼ね備え、1年時から数試合に出場した。その後、全国高等学校サッカー選手権大会をはじめとする高校サッカーの各種大会で活躍。2002年度には名門市立船橋高校2年時に怪物平山相太らを擁する国見高校に1-0で勝利し全国高校選手権優勝。後にこの決勝戦に出場・ベンチ入りした選手のうち17人がプロ選手になる空前の決勝戦を制した。また、2003年度には高円宮杯全日本ユース(U-18)サッカー選手権大会でも、持ち前の運動量を発揮し強靭な守備力と勝負強さの原動力となり、結果は優勝。当時高校生年代のユース日本代表メンバーにも選ばれた。市立船橋として2種シードで天皇杯に出場し、1回戦でザスパ草津を1-0で破り、2回戦で阪南大学に1-0で勝利した。3回戦でその年のJリーグ王者横浜F・マリノスと対戦し注目を集めた。市立船橋は横浜FMに対し1人少ないにもかかわらず延長戦にまでもつれる試合となった。しかし終盤は拮抗し決着がつかずPK戦の末敗れた。

### ジュビロ磐田
その後、2004年にジュビロ磐田に入団。同年は9試合出場に留まるが、2005年、清水エスパルスとの静岡ダービーでプロ初得点を獲得。その年は31試合で13得点を挙げて、新人王のタイトルを手中に収めた。この活躍により、イングランドのプリマス・アーガイルFC（当時はチャンピオンシップ所属）からオファーが届くが、移籍交渉がまとまらず破談。ただ本人はこれで欧州移籍を強く意識するようになり、欧州のチームのオファーを受けやすいように夏で契約が切れる契約を結ぶようになる。
しかし、2006年以降は、日本代表の前田遼一や、経験豊富な外国人選手が起用されたりケガなどでレギュラーに選出されず、不本意な成績が続いていた。

### ロアッソ熊本
2010年7月末で、ジュビロ磐田との契約が満了。横浜FCの練習に参加するなど移籍先を探していたが、出場機会を重視してJ2のロアッソ熊本に完全移籍した。

### VVVフェンロー
同年12月10日、移籍を前提としてオランダエールディヴィジのVVVフェンローの練習に参加し、2011年1月14日に入団がクラブよりアナウンスされた。熊本で同僚だった藤田俊哉からの紹介だったという。2011年1月23日のPSVアイントホーフェン戦でエールディヴィジ初出場を果たし、2月25日のエクセルシオール戦で決勝点となる移籍後初得点を決めた。残留・昇格プレーオフ2回戦FCフォレンダム（2部）との対戦では2試合連続得点を決めるなどフェンローの1部残留に大きく貢献した。
2011-12シーズンから、かつて本田圭佑がつけていた背番号『10』を背負うことになった。2012年3月3日、リーグ第24節NACブレダ戦ではチームメイトの吉田麻也とのアベックゴールにより2-1で勝利を収めた。
2013年3月、シーズン終了後にVVVフェンローを退団することがフェンローの公式サイトで公表された。2013年6月16日、国立競技場で開催された東日本大震災復興支援 2013Jリーグスペシャルマッチにゲストプレイヤーとして出場した。

### スパンブリーFC
2013年10月、タイ・プレミアリーグのスパンブリーFCに加入。本人は欧州チームからのオファーをギリギリまで待ったものの、契約に至るチームがなく、妻子を抱えた状態では「正直、しょうがなかった」という。

### ソウルイーランドFC
2015年1月、KリーグチャレンジのソウルイーランドFCに完全移籍。登録名は「ボビー」。右サイドハーフとして35試合に出場 するも1年で退団。
イーランド時代の2015年3月2日に当時千葉県社会人サッカーリーグ2部に所属していたROVERS FC（現：房総ローヴァーズ木更津FC）のオーナーに就任している。

### ノースイースト・ユナイテッドFC
ソウルイーランドFC退団後は無所属が続いたが、2016年9月にインド・スーパーリーグ・ノースイースト・ユナイテッドFCへ移籍する事が発表された。

### ローヴァーズFC
ノースイースト・ユナイテッドFCとの契約満了後に移籍先を探していたが、この過程において当時契約していた代理人に騙されていたことが判明。結局別の代理人契約を通じて、2018年初めにスコットランドの下部リーグのテストを受験。その後イングランド下部リーグのクラブのオファーがきたものの入団には至らず。同年5月より自らがオーナーを務めるローヴァーズFCに2カ月限定で選手登録をし、試合に出場、6ゴールを挙げた。

### レザーヘッドFC
2018年7月31日、イングランド7部のレザーヘッドFCと契約したと自身のInstagramで発表した。ただし、元々家族を優先して「息子が小学1年生になる前に行こう」というつもりだったため、息子の小学校入学に合わせる形で翌年3月に日本に帰国し、そのまま退団。
2019年3月2日に現役を引退する事を発表した。引退後は、ローヴァーズ木更津でクラブの運営に携わる予定。

### クラブオーナーとして
現役引退表明後も、ローヴァーズには選手兼クラブオーナーとして所属しており、試合出場やゴールも記録している。ただし、本人によれば「仕事をしながら社会人としてサッカーをする。要はアマチュア」とのこと。

## エピソード
- 名前は日本式に姓 (カレン)・名 (ロバート) の順で表記しているが、英式の名・姓の順に誤解されることも多いという。
- 兄は父から英語教育を受けてイギリスに留学したが、ロバートはそれを受けなかった。彼自身も英語力のなさを喧伝する際「高校時代英語の成績は3だった」「私の顔完全にフェイクです」というコメントを残している。ただし、全く話せないわけではなく、オランダでのインタビューには英語でこたえている。
- 実兄は、中山雅史の筑波大学時代の教育実習先の中学に在学し、教えを受けたという。
- 高校時代「柏レイソルから誘われたらどうする？」という問いに「行きます。（柏に）愛着あるから。」と答えている。それを覆して最終的に磐田入団を決断した理由は、憧れの選手である中山雅史の所属チームであったからだと言われている[注釈 2]。そして着実に“泥臭い”プレースタイルを継承している。
- 少年時代は先に述べたように守備的な位置を務めることが多く、サッカーを始めて最初につけた背番号も2だった。自身のブログで「個人的に2が好き」とコメントしており、磐田入団時に空いていた背番号の中から22を選んだのは、2が2つあるという理由だったと語る。
- 2003年の天皇杯、Jリーグ王者の横浜FM戦で試合終盤に相手DF3人を振り切るドリブルから同点アシストを見せた。プロとなった後年にこの時のプレイに関して問われると、「当時は怖いもの知らずだったからできた。今ならパスを選んでる。」と語った。
- 2010年12月、年末に虫垂炎治療のため一時帰国、手術後、年明けに再度フェンロへ練習参加している。
- 2012年2月に北アイルランド代表からコンタクトがあったが、本人は日本代表を優先し断っている。ただかなり興味をひかれるオファーではあったようで、2023年のインタビューでは「もう一回人生を始められるなら、今度は行ってみてもいいかな（笑）」と語っている[2]。
- 2018年8月、千葉県木更津市にある拓大紅陵高校サッカー部のテクニカルアドバイザーに就任した。

## 所属クラブ
ユース経歴
- 柏レイソルジュニア
- 1998年 - 2000年 柏レイソルジュニアユース
- 2001年 - 2003年 市立船橋高校

プロ経歴
- 2004年 - 2010年7月 ジュビロ磐田
- 2010年7月 - 同年12月 ロアッソ熊本
- 2011年1月 - 2013年6月 VVVフェンロー
- 2013年10月 - 2014年 スパンブリーFC
- 2015年 ソウルイーランドFC
- 2016年9月 - 同年12月 ノースイースト・ユナイテッドFC
- 2018年5月 - 同年6月 ローヴァーズFC
- 2018年8月 - 2019年3月 レザーヘッドFC
- 2019年4月 -  ローヴァーズ木更津FC/房総ローヴァーズ木更津FC

## 個人成績
| 国内大会個人成績 | 国内大会個人成績 | 国内大会個人成績 | 国内大会個人成績     | 国内大会個人成績 | 国内大会個人成績 | 国内大会個人成績 | 国内大会個人成績 | 国内大会個人成績 | 国内大会個人成績 | 国内大会個人成績 | 国内大会個人成績 |
| 年度             | クラブ           | 背番号           | リーグ               | リーグ戦         | リーグ戦         | リーグ杯         | リーグ杯         | オープン杯       | オープン杯       | 期間通算         | 期間通算         |
| 年度             | クラブ           | 背番号           | リーグ               | 出場             | 得点             | 出場             | 得点             | 出場             | 得点             | 出場             | 得点             |
| 日本             | 日本             | 日本             | 日本                 | リーグ戦         | リーグ戦         | リーグ杯         | リーグ杯         | 天皇杯           | 天皇杯           | 期間通算         | 期間通算         |
| ---------------- | ---------------- | ---------------- | -------------------- | ---------------- | ---------------- | ---------------- | ---------------- | ---------------- | ---------------- | ---------------- | ---------------- |
| 2003             | 市立船橋高       | 10               | -                    | -                | -                | -                | -                | 3                | 0                | 3                | 0                |
| 2004             | 磐田             | 22               | J1                   | 9                | 0                | 4                | 0                | 0                | 0                | 13               | 0                |
| 2005             | 磐田             | 22               | J1                   | 31               | 13               | 2                | 0                | 2                | 1                | 35               | 14               |
| 2006             | 磐田             | 22               | J1                   | 23               | 5                | 5                | 0                | 2                | 0                | 30               | 5                |
| 2007             | 磐田             | 22               | J1                   | 26               | 7                | 4                | 2                | 1                | 2                | 31               | 11               |
| 2008             | 磐田             | 22               | J1                   | 16               | 4                | 3                | 3                | 1                | 1                | 20               | 8                |
| 2009             | 磐田             | 22               | J1                   | 4                | 0                | 1                | 0                | 3                | 1                | 8                | 1                |
| 2010             | 磐田             | 22               | J1                   | 1                | 0                | 0                | 0                | -                | -                | 1                | 0                |
| 2010             | 熊本             | 32               | J2                   | 18               | 3                | -                | -                | 1                | 0                | 19               | 3                |
| オランダ         | オランダ         | オランダ         | オランダ             | リーグ戦         | リーグ戦         | リーグ杯         | リーグ杯         | KNVBカップ       | KNVBカップ       | 期間通算         | 期間通算         |
| 2010-11          | VVV              | 24               | エールディヴィジ     | 15               | 2                | -                | -                | -                | -                | 15               | 2                |
| 2011-12          | VVV              | 10               | エールディヴィジ     | 28               | 3                | -                | -                | 1                | 0                | 29               | 3                |
| 2012-13          | VVV              | 10               | エールディヴィジ     | 26               | 2                | -                | -                | 0                | 0                | 26               | 2                |
| タイ             | タイ             | タイ             | タイ                 | リーグ戦         | リーグ戦         | リーグ杯         | リーグ杯         | FA杯             | FA杯             | 期間通算         | 期間通算         |
| 2014             | スパンブリーFC   | 18               | タイ・プレミア       | 22               | 7                | -                | -                | -                | -                | 22               | 7                |
| 韓国             | 韓国             | 韓国             | 韓国                 | リーグ戦         | リーグ戦         | リーグ杯         | リーグ杯         | FA杯             | FA杯             | 期間通算         | 期間通算         |
| 2015             | ソウルイーランド | 10               | KLチャレンジ         | 35               | 2                | -                | -                | -                | -                | 35               | 2                |
| インド           | インド           | インド           | インド               | リーグ戦         | リーグ戦         | リーグ杯         | リーグ杯         | オープン杯       | オープン杯       | 期間通算         | 期間通算         |
| 2016             | ノースイーストU  | 30               | ISL                  | 8                | 0                | -                | -                | -                | -                | 8                | 0                |
| 日本             | 日本             | 日本             | 日本                 | リーグ戦         | リーグ戦         | リーグ杯         | リーグ杯         | 天皇杯           | 天皇杯           | 期間通算         | 期間通算         |
| 2018             | ローヴァーズ     | 10               | 千葉県1部            |                  | 6                | -                | -                | -                | -                |                  | 6                |
| イングランド     | イングランド     | イングランド     | イングランド         | リーグ戦         | リーグ戦         | FLカップ         | FLカップ         | FAカップ         | FAカップ         | 期間通算         | 期間通算         |
| 2018             | レザーヘッド     |                  | イスミアン・プレミア | 8                | 3                | -                | -                |                  |                  |                  |                  |
| 日本             | 日本             | 日本             | 日本                 | リーグ戦         | リーグ戦         | リーグ杯         | リーグ杯         | 天皇杯           | 天皇杯           | 期間通算         | 期間通算         |
| 2019             | 木更津           | 10               | 千葉県1部            |                  |                  | -                | -                | -                | -                |                  |                  |
| 2020             | 木更津           | 10               | 千葉県1部            |                  |                  | -                | -                | -                | -                |                  |                  |
| 通算             | 日本             | 日本             | J1                   | 110              | 29               | 19               | 5                | 9                | 5                | 138              | 39               |
| 通算             | 日本             | 日本             | J2                   | 18               | 3                | -                | -                | 1                | 0                | 19               | 3                |
| 通算             | 日本             | 日本             | 他                   | -                | -                | -                | -                | 3                | 0                | 3                | 0                |
| 通算             | オランダ         | オランダ         | エールディヴィジ     | 69               | 7                | -                | -                | 1                | 0                | 70               | 7                |
| 通算             | タイ             | タイ             | タイ・プレミア       | 22               | 7                | -                | -                | -                | -                | 22               | 7                |
| 通算             | 韓国             | 韓国             | KLチャレンジ         | 35               | 2                | -                | -                | -                | -                | 35               | 2                |
| 通算             | インド           | インド           | ISL                  | 8                | 0                | -                | -                | -                | -                | 8                | 0                |
| 総通算           | 総通算           | 総通算           | 総通算               | 262              | 48               | 19               | 5                | 14               | 5                | 295              | 58               |

その他の公式戦
- 2011年
  - エールディヴィジ 残留・昇格プレーオフ 4試合2得点
- 2013年
  - エールディヴィジ 残留・昇格プレーオフ 2試合0得点

| 国際大会個人成績 | 国際大会個人成績 | 国際大会個人成績 | 国際大会個人成績 | 国際大会個人成績 |
| 年度             | クラブ           | 背番号           | 出場             | 得点             |
| AFC              | AFC              | AFC              | ACL              | ACL              |
| ---------------- | ---------------- | ---------------- | ---------------- | ---------------- |
| 2004             | 磐田             | 22               | 2                | 1                |
| 2005             | 磐田             | 22               | 5                | 1                |
| 通算             | AFC              | AFC              | 7                | 2                |

## 個人タイトル
- 2005年 - Jリーグ 新人王

## 代表歴
- U-20日本代表
  - 2004年 - AFCアジアユース
  - 2005年 - FIFAワールドユース
- U-23日本代表
  - 2006年 - カタール・アジア競技大会
  - 2007年 - 北京オリンピックサッカーアジア予選

## CM出演
- TBC 「メンズエステティック MEN'S TBC」
  - 『FOR BEAUTIFUL GOAL』篇 (2007年) - 家長昭博、本田圭佑、青山直晃との共演